# David Barnett
David Barnett (ur. 1933), pierwszy funkcjonariusz Centralnej Agencji Wywiadowczej oskarżony o szpiegostwo na rzecz Związku Radzieckiego.
W 1955 ukończył University of Michigan i trzy lata później (1958) rozpoczął pracę w CIA jako analityk w Korei Północnej, a następnie w pionie personalnym  Zarządu Operacyjnego w centrali CIA w Langley. W 1967 został przeniesiony do Surabaja w Indonezji, gdzie pod przykrywką dyplomatyczną miał werbować tamtejszych radzieckich urzędników. W 1970 wycofał się ze służby, jednak podejmował okazjonalnie zadania dla CIA. Działał w Indonezji jako właściciel słabo prosperującego przedsiębiorstwa połowu krewetek.
Właśnie wtedy w 1976 nawiązał kontakt z rezydenturą Komitetu Bezpieczeństwa Państwowego Związku Radzieckiego (KGB ZSRR) (bardziej zwięźle I Zarządem Głównym KGB, zajmującym się wywiadem zagranicznym) w Dżakarcie, wyjawiając informacje o tajnej operacji Habrink, polegającej na pozyskiwaniu informacji o radzieckim sprzęcie wojskowym będącym na wyposażeniu armii indonezyjskiej. Barnett przekazywał informacje o Habrink w okresie między 31 października 1976 a 27 lutego 1977, spotykając się z wysłannikami KGB w Wiedniu i Dżakarcie. Ujawnił także personalia 30 tajnych pracowników CIA (m.in. Jerzego Pawłowskiego) oraz nazwiska 7 radzieckich urzędników konsularnych, których CIA miało nadzieję zwerbować.
Barnett został aresztowany w październiku 1980. Jego działania były do tego momentu najgłębszą penetracją CIA przez tajne służby ZSRR. Za sumę 92 tysięcy dolarów sprzedał szczegóły jednej z najbardziej udanych operacji CIA przeciwko Związkowi Radzieckiemu. Został uznany za winnego szpiegostwa i skazany 8 stycznia 1981 na 18 lat więzienia.